# 실종자 (2009년 영화)
《실종자》(영어: Not Forgotten)는 미국에서 제작된 드로르 소레프 감독의 2009년 공포 스릴러 독립 영화이다. 사이먼 베이커, 파스 베가 등이 출연하였고, 도널드 주커먼 등이 제작에 참여하였다.

## 줄거리
텍사스주 델리오에 사는 잭은 첫 결혼에서 얻은 딸 토비를 데리고 어마이아와 재혼하였다. 어느 날 토비가 납치되자 잭은 과거 멕시코 마피아 암살자 시절에 믿었던 산타 무에르테 컬트에 기대게 된다. 이후 잭이 토비를 찾는 과정에서 영화는 수차례 반전을 거듭한다.

## 출연
- 사이먼 베이커 - 잭 비숍 역
- 파스 베가 - 어마이아 비숍 역
- 클로이 그레이스 머레츠 - 토비 비숍 역
- 클레어 폴라니 - 케이티 역
- 마이클 덜로렌조 - 캐스퍼 너바로 역
- 켄 더비티언 - 설리너스 신부 역
- 줄리아 비라 - 도냐 역
- 아이작 캐피 - 대마에 취한 남자 역
- 마크 롤스턴
- 베니토 마티네즈
- 짐 메스키먼
- 잔 매클라넌
- 그레그 서라노
- 게디 와타나베

## 기타 제작진
- 공동 제작: 셰이 캐머
- 배역: 리사 에서리, 하이디 레빗
- 미술: 크레이그 스턴스
- 세트: 헬렌 브리튼
- 의상: 데버라 에버턴